# Josep Font i Palmarola
Josep Font i Palmarola -a vegades citat incorrectament Palmerola- (Vic, 28 de maig del 1898 – Barcelona, 27 d'agost del 1960) va ser pianista, compositor i pedagog musical.

## Biografia
Va estudiar al conservatori de música de Vic amb Joan Baptista Espadaler i Colomer. Es dedicà a la composició i a l'ensenyament musical. Fundà i dirigí el Cuadro Juvenil de Arte (1943-1945), fou fundador i director de l'Orquestra Franz Schubert (1935-1936, 1952-1960; posteriorment se'n va fer càrrec en Joaquim Giró) i del Trio Schubert (1946-1949, amb Lluís Chalaux i Juan José Chalaux), i dirigí la Banda de la Creu Roja de Barcelona (1955-1960). Va ser sots-director del Gran Teatre del Liceu (?-1960).
Josep Font col·laborà en revistes d'arreu (com Enllà i Llum: Butlletí del Casal Català de Ciutat de Mallorca en els anys 30, Rumbo i Centro Cultural de la Cruz Roja Española en els anys 40). També ensenyà música en diverses institucions educatives, com les "Escoles Guimerà". Aplegà una col·lecció d'instruments i documents musicals, i tenia una especialització en la confecció de cilindres per a caixetes de música, que feia per encàrrec d'empreses suïsses.
Escriví més de 80 sardanes (moltes de les quals per a orquestra), cançons, ballables, obres de teatre i quasi tres-cents temes per a goigs, però una part d'aquest material es perdé durant la guerra civil espanyola. El seu fons documental es conserva a la Biblioteca de Catalunya, i els instruments que aplegà formen part del Fons Font Palmerola - Currius del Museu de la Música de Barcelona. Ocasionalment signà amb el pseudònim Monter.

## Obres
- Alma hispana (1941), pas-doble per a cobla o orquestra, amb lletra d'A.S. del Rivero
- Ball dels gegants de Súria (1956)
- Bebé valsante (1949), per a cobla
- California, per a cobla
- La cançó del pastoret
- El carro d'en BON (1933), per a orquestra
- La corona, per a cor amb lletra de Josep Maria Serra i Janer
- Dansa núm. 1
- Egyptian Dream, Oriental Shimmy, per a piano
- L'escolania, per a cor amb lletra de J. Serra Janer
- Fantasía en Sol mayor
- Ferias y Fiestas de la Sant Cruz, per a banda
- Himne a Sant Medir, per a banda
- L'Hostal del Gall
- Invocación, per a orquestra
- La llum de l'alba, per a orquestra
- El meu pessebre, poema nadalenc, per a orquestra
- La meva nina
- Mi cajita de música (1958), col·lecció d'obres de ballet per a piano (Rocío, La polca de mi muñeca, Mi muñeca ya baila la mazurca, Minuetto, Vals, Gavota)
- La miedosa (1941)
- La mort de l'escolà, aranjament per a saxòfon, piano i corda del tema d'Antoni Nicolau sobre el poema de Jacint Verdaguer
- El paraigüer de Manlleu (1924?), fox-trot amb lletra de Rafael Corbella Amat
- La poruga, couplet pas-dobleamb lletra de Joan B. Ortí
- Sant Eudald, patró, dedicada a Ripoll - és el gradual Iustus ut palma florebit:

| «                                                      | Iustus ut palma florebit ut cedrus Libani multiplicabitur Plantati in domo Domini in atriis Dei nostri florebunt El just florirà com la palmera, com el cedre del Líban es multiplicarà plantats a la casa del Senyor floriran als atris del nostre Déu | » |
| — Musicat a tres veus, es va estrenar a Ripoll el 1957 | |   |

- Sorpresa, per a orquestra
- Triptic: I. Tristesa; II. Meditació; III. Alegria
- Unos ojos divinos que murieron de amor, vals lento, per a piano

- Cançons per a veu i piano: A la rosa de Sant Jordi (lletra de Joaquim Marí), Al canari, El bressol del nin (lletra de Jaume Verdura), Cap-vespre, Les coves de Rialp, En la mort de n'Àngel Guimerà, Margarita Sierra (1943, lletra de Domènec Juncadella), Mig-dia, La nit, Ocells i caçadors (lletra de Jaume Verdura), La processó de Dijous Sant a Rupit, Tarda
- Goigs: a la Mare de Déu de la Falconera (1956, lletra d'Antoni Ribera i Jordà), de la Romeria del Ram al Sagrat Cor del Tibidabo (1955, lletra d'Hilari d'Arenys de Mar), a Sant Jordi de l'Associació de veïns del carrer de la Princesa (1957, lletra d'Hilari d'Arenys de Mar), a Sant Josep Oriol (1960), a Sant Rafael de l'Asil de les Germanes Hospitalàries de les Corts de Barcelona (1950, lletra d'Hilari d'Arenys de Mar), a Sant Roc de la Plaça Nova (1948, lletra d'Hilari d'Arenys de Mar, Reproducció), a Santa Agnès d'Assís (1948, lletra d'Hilari d'Arenys de Mar), a Santa Eulàlia (1956, lletra d'Hilari d'Arenys de Mar), a Santa Maria Magdalena (1956, lletra de Josep Massons i Andreu), al Santíssim Sagrament (1956, lletra d'Hilari d'Arenys de Mar), al Santíssim Sagrament de la parròquia de Sant Julià d'Argentona (1955, lletra de Josep Lladó), a la Verge de la Santa Perseverança d'Arenys de Mar (lletra d'Hilari d'Arenys de Mar)

### Sardanes
Selecció
- A ca'l ferrer
- Aïmada Barcelona, dedicada a l'Albert Martí, enregistrada per la Cobla Barcelona - Albert Martí en disc "de pedra" (Barcelona: REGAL, 1945? DK 8024). Versió per a orquestrina
- Alegria, versió per a piano
- Bella Ausona (1960)
- El bon pastoret, enregistrada per la Cobla Barcelona (San Sebastian: Columbia, 1945?. Ref. A 5001)
- El castell de Cardona (1960), enregistrada en vídeo VHS per l'Orquestra Dècaros: Cardona musical, homenatge pòstum als músics de Cardona (Cardona: Foto Art Video, 1996)
- El Castell de Sant Boi (1950)
- El cor d'en Tallaferro
- La corona de la Mare de Déu del Claustre (1955), amb lletra de J. Serra Janer
- Dones d'aigua (1951)
- La Font de Capdevila (1929), enregistrada per la Cobla Barcelona-Albert Martí (Barcelona: Polydor, 1930. Ref. 2940 Bk 220.011-A)
- La Font de la Teula (1925), dedicada al F.C.Manlleu
- Els gegants del Pi
- Gorges de Núria (1929)
- Griselda
- Julita (Partitures en PDF)
- Lluïsa (1925), per a veu i piano, amb lletra de Josep Maria Sucre. Enregistrada per la Cobla Albert Martí en disc "de pedra" (San Sebastian: Columbia, 1945? Ref. A-5000)
- Mallorca (1931), enregistrada per la cobla Albert Martí en disc "de pedra" (Columbia: AG 13004)
- La Molina (1928), per a piano
- La pastora del mas, versió per a veu i piano
- Patrona de Catalunya (1935), lletra de Joan Arús i Colomer
- La plaça de la Llana (1956)
- Record de Figueres (1930), premi Foment de la Sardana
- Sant Pere de Terrassa (1951)
- Santa Maria de Corcó (1949)
- La sardana d'en Manel dels ous[3]
- La vall d'Hebron (1952), amb lletra de Domènec Juncadella
- La vall de Pinya de Rosa (1948)
- Revesses: Endevina-la, Qui l'endevinarà?